# 阿巴·勒那
阿巴·P·勒那，全名阿伯拉罕·帕塔亚·勒那（英語：Abraham "Abba" Ptachya Lerner；1903年10月28日—1982年10月27日），也作阿巴·帕塔亚·勒那（是一位生于俄罗斯的英国经济学家。
阿巴·P·勒那于1903年10月28日出生并成长于俄罗斯帝国比薩拉比亞的一个犹太家庭，这一家庭在阿巴·勒那3岁时移民英国，随后生活在倫敦東區。阿巴·勒那16岁起先后当过机工、希伯来语学校教师，以及企业家。1929年，勒那进入倫敦政治經濟學院，师从弗里德里希·哈耶克；勒那于1934-1935年在剑桥停留六月，此期间他结识了约翰·梅纳德·凯恩斯。1937年，勒那移居美国，后结交了其后来的学术对手米爾頓·佛利民及貝利·高華德。
勒那并不在某一特定学术机构停留太久，但他先后担任了十几个机构的教职人员，接受了二十多个访问预约。1965年，也就是勒那62岁那年，勒那被加利福尼亞大學柏克萊分校授予教授职衔，自此勒那在伯克利工作了六年，直至达到强制退休年龄。在伯克利期间，勒那批判学生的言论自由运动所造成的不安已经威胁到了学术自由。尽管从未得过诺贝尔经济学奖，勒那被认为是他所处时代最伟大的经济学家之一。